# بخش لاخیمپور کهری
بخش لاخیمپور کهری (به انگلیسی: Lakhimpur Kheri district) یک منطقهٔ مسکونی در هند است که در Lucknow Division واقع شده‌است. بخش لاخیمپور کهری ۷٬۶۸۰ کیلومتر مربع مساحت و ۴٬۰۲۱٬۲۴۳ نفر جمعیت دارد.